# 司徒達賢
司徒達賢（Dah-Hsian Seetoo，1947年7月10日—），臺灣策略管理學者，生於臺灣臺北市，籍貫廣東省開平縣，臺灣外省人後代，曾任國立政治大學副校長、商業發展研究院董事長、政大企管系主任、企研所長、公企中心副主任。於2018年退休後仍擔任政大商學院講座教授，政大校內達賢圖書館並以其命名為紀念，更是臺灣專研企業策略的第一位學者。

## 生涯
司徒達賢畢業於國立政治大學企管系、美國伊利諾大學碩士、美國西北大學博士，28歲回到母校後從事大學教職，提出專研策略與組織的策略分析專業理論，並前後獲中華民國管理科學學會「管理獎章」、「管理學報年度論文獎」、中華民國科技管理學會「科技管理學會院士」及經濟部中小企業金書獎等榮譽。
除有豐富的理論知識外，更有自身管理實務經驗，2001年8月擔任國立政治大學副校長一職，運用策略管理理論於校務治理專業上，擘劃校園願景，直至2003年8月由前總統府副秘書長、外交系教授林碧炤接替後卸任。
不僅如此，他是臺灣專研企業策略的第一位博士學者，後來更仍為台灣個案教學法的先驅，善以實務案例配合理論，訓練學生批判思考能力，並打造「政大企家班」專門培養企業家，對台灣的經濟及社會影響深遠。

## 軼聞
2019年，政治大學新啟用的「達賢圖書館」，即是校友潤泰集團總裁尹衍樑感念恩師榮退捐贈並以其名命名之圖書館。

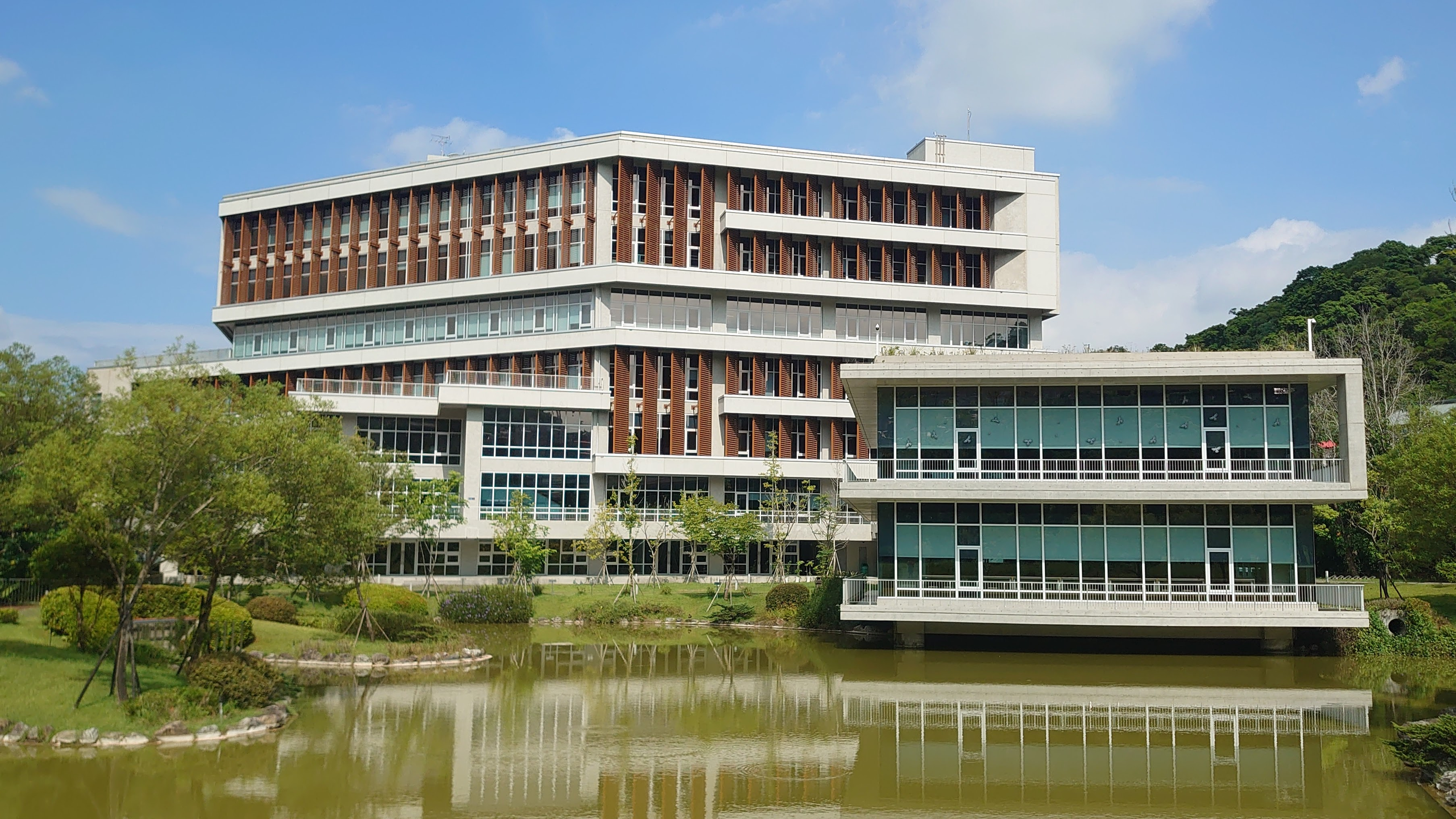
達賢圖書館

## 附註
1. ↑  司徒達賢教師個人資料列表 個人經歷 的存檔，存档日期2009-05-21.

## 外部連結
- 政治大學校園新聞：司徒達賢獲聘政大講座教授
- 國立政治大學企業管理學系司徒達賢網頁
- 司徒達賢個人網站（页面存档备份，存于）